# حكم البنغال
كان حكم البنغال –أو ما يُعرف رسميًا بحكم حصن ويليام ومقاطعة البنغال لاحقًا- أحد فروع حكومة الإمبراطورية البريطانية في الهند. غطى هذا الحكم خلال ذروة سلطته الإقليمية أجزاءً كبيرةً مما يُعرف اليوم بجنوب آسيا وجنوب شرق آسيا. شملت البنغال الشرعية المنطقة الإثنية اللغوية في البنغال (بنغلاديش الحالية وولاية البنغال الغربية الهندية). كانت كلكتا -المدينة التي أُنشئت حول حصن ويليام- عاصمة حكومة البنغال. كان حاكم البنغال نائبًا للملك في الهند أيضًا لسنوات عديدة، وكانت كلكتا العاصمة الفعلية للهند حتى أوائل القرن العشرين.
برز حكم البنغال من خلال المناصب التجارية التي أنشئت في صوبة البنغال في عهد الإمبراطور جهانغير في عام 1612. تنافست شركة الهند الشرقية (HEIC) -وهي احتكار بريطاني مدعوم بميثاق ملكي- مع شركات أوروبية أخرى لكسب النفوذ في البنغال. وسعت شركة الهند الشرقية سيطرتها على معظم شبه قارة الهند بعد الإطاحة بنواب البنغال بشكل حاسم في معركة بلاسي في عام 1757 ومعركة بوكسار في عام 1764. بدأت فترة حكم شركة الهند الشرقية في الهند مع بروز شركة الهند الشرقية كأقوى قوة عسكرية في شبه قارة الهند. سحب البرلمان البريطاني احتكار شركة الهند الشرقية بشكل تدريجي. عانت شركة الهند الشرقية من مشاكل في التمويل بحلول خمسينيات القرن التاسع عشر. تولت الحكومة البريطانية إدارة الهند بشكل مباشر بعد ثورة الهند في عام 1857. أعيد تنظيم حكم البنغال، وأصبحت البنغال معقلًا لحركة الاستقلال الهندية في أوائل القرن العشرين، كما برزت باعتبارها مركز النهضة البنغالية أيضًا.
كانت البنغال المركز الاقتصادي والثقافي والتعليمي للراج البريطاني. ساهمت البنغال خلال مرحلة التصنيع الكبيرة (proto-industrialisation) بشكل رئيسي ومباشر في الثورة الصناعية في بريطانيا، على الرغم من أنه سرعان ما تجاوزتها مملكة ميسور التي حكمها السلطان تيبو كقوة اقتصادية مهيمنة في جنوب آسيا. قُسمت بينانق وسنغافورة وملقا إلى مستوطنات المضيق مع إعادة تنظيم البنغال في عام 1867. أصبحت بورما البريطانية مقاطعةً في الهند ومن ثم مستعمرةً ملكيةً في حد ذاتها. أعيد تنظيم المناطق الغربية، بما في ذلك المقاطعات التي غُزيت والتي جرى التخلي عنها سابقًا، بالإضافة إلى البنجاب. عُرفت المناطق الشمالية الشرقية بأنها «آسام المُستعمرة». أدى تقسيم الهند البريطانية في عام 1947 إلى تقسيم البنغال على أسس دينية.

## الجغرافيا
امتدت المنطقة التي خضعت لحكم البنغال من ممر خيبر في الشمال الغربي إلى بورما السفلى ومضيق ملقا في الشرق الأقصى. كان خليج البنغال بوابة الحكم البحرية الرئيسية.

## التعليم
شهدت فترة الحكم البريطاني إنشاء كليات الفنون الحرة في العديد من مناطق البنغال. لم يكن هناك سوى جامعتين مكتملتين في البنغال خلال فترة الحكم البريطاني، بما في ذلك جامعة كلكتا وجامعة دكا. مُثلت كلتا الجامعتين في الجمعية التشريعية البنغالية بموجب قانون حكومة الهند لعام 1935.
كان التعليم الابتدائي إلزاميًا بموجب قوانين التعليم الإلزامي. لم يحصل معظم السكان على تعليم مناسب على الرغم من التقدم الكبير وظهور طبقة وسطى كبيرة ومتعلمة. كان هناك 5298 مدرسة ثانوية و2,199,000 تلميذ مُسجل فيها في عام 1946-1947 الدراسي، مقابل 1507مدرسة ثانوية و57,200 طالب مُسجل فيها في عام 1916-1917 الدراسي. ازداد الطلب على التعليم الثانوي مع نمو الوعي السياسي بين الشعب، وأُنشئت المدارس في القرى والبلدات نتيجةً لذلك، حيث تمكن أفراد المجتمعات المتخلفة من الحصول على التعليم. تلقى تعليم الإناث أيضًا قدرًا كبيرًا من الاهتمام خلال هذه الفترة، ولذلك تضاعف في عام 1946-1947 الدراسي عدد المؤسسات التعليمية للإناث التي كانت متوفرة في عام 1921-1922 الدراسي. اشتملت بعض المدارس الرائدة على المعهد الشرقي في كلكتا، ومدرسة سانت غريغوري الثانوية في دكا، وكلية راجشاهي الجامعية في راجشاهي، وكلية شيتاغونغ الجامعية في شيتاغونغ. أثر المبشرون الأوروبيون والمحسنون الهندوس والأرستقراطيون المسلمون على التعليم. حافظت الأقليات الإثنية على مؤسساتها الخاصة، مثل مدرسة بوغوس الأرمنية.
امتلكت كل مقاطعة في البنغال مدرسةً خاصةً بها، وأصبحت هذه المدارس رائدة فيما بعد في البلاد. تركزت المؤسسات التعليمية في كلكتا نظرًا لكونها العاصمة الاستعمارية. جاءت دكا في المرتبة الثانية من حيث تركيز المدارس، إذ كانت بمثابة عاصمة إقليمية بين عامي 1905 و1912. أنشأت الحكومة الاستعمارية والزومندارات المكتبات في كل منطقة من مناطق البنغال. افتُتحت أربع مكتبات عامة رئيسية في عام 1854، بما في ذلك مكتبة بوغرا وودبورن، ومكتبة رنكبور العامة، ومكتبة معهد جيسور العامة، ومكتبة باريسال العامة. تأسست قاعة نورثبروك في عام 1882 على شرف الحاكم العام اللورد نورثبروك. تشمل المكتبات الأخرى التي بُنيت كل من مكتبة فيكتوريا العامة، ومكتبة ناتور (1901)، ومكتبة سيراجغانج العامة (1882)، ومكتبة راجشاهي العامة (1884)، ومكتبة كوميلا بيرشاندرا (1885)، ومكتبة معهد شاه مخدوم العامة، ومكتبة راجشاهي (1891)، مكتبة قاعة بلدة نواخالي العامة (1896)، ومكتبة برايز التذكارية، ومكتبة سيلهت (1897)، ومكتبة بلدية شيتاغونغ العامة (1904)، ومكتبة فاريندرا للأبحاث (1910). أُسست جمعية مكتبة البنغال الكبرى في عام 1925.
لعب الأوروبيون دورًا مهمًا في تحديث اللغة البنغالية، إذ أعد أحد المبشرين البرتغاليين أول كتاب عن قواعد اللغة البنغالية. كانت اللغة الإنجليزية هي اللغة الرسمية آنذاك. نُبذ استخدام اللغة الفارسية كلغة رسمية بموجب القانون رقم 29 لعام 1837، الذي مرره رئيس مجلس الهند للمجلس في 20 نوفمبر من عام 1837. استمر تدريس اللغة الفارسية في بعض المؤسسات على الرغم مما سبق. امتلك العديد من المعاهد كليات سنسكريتية وعربية.

## الثقافة

### المجتمع
ظل المجتمع البنغالي محافظًا للغاية خلال الفترة الاستعمارية باستثناء بعض حركات الإصلاح الاجتماعي. جادل المؤرخون باستعمال البريطانيين لسياسة «فرق تسد» بين الهندوس والمسلمين، وهذا يعني تفضيل الهندوس على المسلمين في بعض القطاعات، والعكس بالعكس في قطاعات أخرى. على سبيل المثال، حصل التجار الهندوس -كعائلة طاغور مثلًا- على منح أراضٍ كبيرة بعد التسوية الدائمة، وذلك من أجل شراء الأراضي التي امتلكتها الطبقة الأرستقراطية المغولية سابقًا. أما في كلكتا -حيث شكل الهندوس أغلبية السكان- غالبًا ما حصل المسلمون الأثرياء على خدمات البريطانيين على حساب الهندوس. كانت زيادة معدلات معرفة القراءة والكتابة أحد الجوانب التي أفادت المجتمع الهندوسي. ومع ذلك، نبذ العديد من المسلمين تعلم اللغة الإنجليزية بعد إلغاء استعمال اللغة الفارسية. استمر المجتمع البنغالي في تجربة القومية الدينية التي أدت إلى تقسيم البنغال في عام 1947.
ضمت المدن البنغالية البريطانية سكانًا من جميع أنحاء العالم، بما في ذلك الأرمن واليهود. شكل الهنود المتحدثون باللغة الإنكليزية جزءًا بارزًا من سكان المناطق الحضرية. أُنشئت العديد من نوادي الرجال المحترمين (أو ما يُعرف بأندية السادة)، بما في ذلك نادي البنغال، ونادي كلكتا، ونادي دكا، ونادي شيتاغونغ، ونادي توليليونغ، ونادي السبت.